# Галлахер, Пэтси
Патрик Галлахер (англ. Patrick Gallacher; 16 марта 1891, Донегол, Ольстер — 17 июня 1953, Глазго) — ирландский футболист, играл на позиции флангового нападающего. Входит в топ-10 среди лучших бомбардиров в истории клуба «Селтик».

## Биография

### Игровая карьера
Родился в деревне Милфорд (графство Донегол) в Ирландии. Когда Патрику исполнилось три года, его семья переехала в Шотландию.
Галлахер дебютировал за «Селтик» 2 декабря 1911 года в матче с клубом «Сент-Миррен» — «кельты» выиграли ту встречу со счётом 3:1. В своём первом сезоне за «кельтов» Галлахер в Высшем дивизионе 9 матчей и забил 2 гола. Всего за 14 сезонов Галлахер в общей сложности сыграл за «Селтик» 464 матча и забил 192 гола, выиграл 6 чемпионских титулов и 4 Кубка Шотландии. Галлахер с 200 забитыми голами входит в топ-10 лучших бомбардиров в истории «Селтика», занимая 6-е место.
В 1926 году Галлахер стал игроком «Фалкирк», за который играл в течение шести сезонов. Его игровая карьера была в последние три года более трудной, поскольку его супруга умерла при родах и ему пришлось воспитывать шесть детей.
За сборную Ирландии сыграл 11 матчей.

### Семья
Двое его сыновей Томми и Вилли были профессиональными футболистами.

### Смерть
Скончался 17 июня 1953 года в возрасте 62 лет.

## Достижения
«Селтик»
- Чемпион Шотландии (6) : 1913/14, 1914/15, 1915/16, 1916/17, 1918/19, 1921/22
- Обладатель Кубка Шотландии (4) : 1911/12, 1913/14, 1922/23, 1924/25